# Grand Prix de Fourmies 2004
Il Grand Prix de Fourmies 2004, settantaduesima edizione della corsa, si svolse il 12 settembre 2004, per un percorso totale di 202 km. Fu vinto dal kazako Andrej Kašečkin che giunse al traguardo con il tempo di 4h45'05" alla media di 42,51 km/h.
Partenza con 174 ciclisti, dei quali 127 portarono a termine la gara.

## Ordine d'arrivo (Top 10)
| Pos. | Corridore         | Squadra         | Tempo    |
| ---- | ----------------- | --------------- | -------- |
| 1    | Andrej Kašečkin   | Crédit Agricole | 4h45'05" |
| 2    | Dmitrij Fofonov   | Cofidis         | s.t.     |
| 3    | Thor Hushovd      | Crédit Agricole | a 2"     |
| 4    | Stefan Adamsson   | Barloworld      | a 4"     |
| 5    | Romāns Vainšteins | Lampre          | a 9"     |
| 6    | Sylvain Chavanel  | La Boulangère   | s.t.     |
| 7    | Grischa Niermann  | Rabobank        | a 10"    |
| 8    | Nicolas Vogondy   | Fdjeux.com      | s.t.     |
| 9    | Markus Zberg      | Gerolsteiner    | a 25"    |
| 10   | Ludo Dierckxsens  | Landbouwkrediet | s.t.     |